# Membrane échangeuse de protons
Une membrane échangeuse de protons ou membrane à électrolyte polymère (MEP) - en anglais : proton-exchange membrane, ou polymer-electrolyte membrane (PEM) - est une membrane semi-perméable fabriquée à partir d’ionomères permettant la conduction protonique tout en étant imperméable aux gaz tels que le dioxygène ou le dihydrogène : les protons passent à travers alors que les gaz sont stoppés. Cette particularité est exploitée dans les  AME (Assemblage de Membrane-Électrode) des piles à combustibles PEM et des électrolyseurs PEM.
Les PEM sont fabriquées à partir de membranes en polymère pur ou de membranes composites où les matériaux forment une matrice de polymère. Un des matériaux les plus communément utilisés par les constructeurs de membrane échangeuse de protons est le Nafion, un polymère fluoré produit par la société DuPont.
Les PEM sont caractérisées par leur conductivité protonique (σ), leur perméabilité au méthanol (P) et leur stabilité thermique.

## Électrolyseur à membrane échangeuse de protons
La société Air liquide a construit à Bécancour dans la province de Québec une unité de 20 MW destinée à la production d'hydrogène vert. Elle est constituée de 4 unités de 5 MW chacune. Cette structure a été choisie car elle permet d'augmenter la production en ajoutant des électrolyseurs complémentaires.